# ماري آن روسون
ماري آن روسون (1801-1887) هي إحدى دعاة إلغاء عقوبة الإعدام وشنت أيضًا حملة مع جمعية الرسالة وجمعية الكتاب المقدس البريطانية والأجنبية، مع حركة القومية الإيطالية وضد عمالة الأطفال. شاركت لأول مرة مع مجموعة شيفيلد، التي نجحت في إدارة حملة لجعل الناس يقاطعون السكر القادم من جزر الهند الغربية، حيث تم إنتاجه عن طريق عمال السخرة. تم تصويرها وهي تحضر المؤتمر العالمي لمكافحة العبودية في لندن عام 1840.

## بداية حياتها
ولدت ماري آن ريد لوالدها جوزيف ريد (1774-1837)، من قاعة وينكوبانك في ضاحية وينكوبانك في شيفيلد، وزوجته إليزابيث، وهما والدين أثرياء شجعاها على المشاركة في قضايا جيدة. تولى جوزيف ريد أعمال والده - التي أصبحت فيما بعد شركة شيفيلد للصهر-لكنه واجه فيما بعد تحديات مالية واضطر إلى بيع قاعة وينكوبانك، والتي تمكنت ماري، بصفتها أرملة مصرفي، من استعادتها. كانت أختها إليزابيث (1803-1851) متزوجة من ويليام ويلسون (1800-1866)، رئيس لجنة نوتنغهام لمكافحة العبودية؛ كان ابنهما عضو البرلمان هنري ويلسون هومفيرث، وأخته غير الشقيقة هي المبشرة سارة بولتون كالي. كان هنري ويلسون وشقيقه جون ويكليف ويلسون من المستفيدين والأوصياء على ملكية ماري، وكفلوا تنفيذ خططها لقاعة وينكوبانك.

## إلغاء عقوبة الإعدام والحملات
ركزت اهتمامها الكامل منذ منتصف 1820 حتى 1850 على حملة في منطقة شيفيلد ضد العبودية. كانت روسون عضوًا مؤسسًا في عام 1825 لجمعية شيفيلد النسائية المناهضة للعبودية، والتي قامت بحملة من أجل حقوق العبيد في الإمبراطورية البريطانية. كانت جمعية شيفيلد أول من قام بحملة ليس من أجل نهاية تدريجية ومنظمة، ولكن من أجل إنهاء فوري للعبودية. استخدمت الجمعية المحاضرات والنشرات لتحقيق انخفاض في مبيعات السلع التي أنتجها العبيد في غرب الهند، مثل القهوة والسكر. انتهى الأمر رسميًا بعد إقرار تشريع الإلغاء في عام 1833.
في عام 1837، أصبحت روسون سكرتيرة لجمعية شيفيلد للسيدات من أجل الإلغاء العالمي للعبودية، والتي استمرت في قضية العمال المستعبدين في جميع أنحاء العالم. بدأت لوسي تاونسند المنظمات المناهضة للعبودية التي تديرها النساء لأول مرة وتم استبعادها أحيانًا لاعتبارها ذات أهمية هامشية، لكن الأبحاث الحديثة كشفت أن هذه المجموعات كان لها تأثير وطني.
تقابلت روسون مع شخصيات مثل جورج طومسون في بريطانيا وكذلك فريدريك دوغلاس وويليام لويد غاريسون في الولايات المتحدة. وكان من بين زوارها اللورد شافتسبيري وويليام ويلبرفورس. كانت روسون، مع والدتها إليزابيث ريد أمينةً للصندوق، بارزة في جمعية شيفيلد النسائية المناهضة للعبودية. كان والدها جوزيف ريد يمتلك شركة تعمل في صهر المعادن الثمينة.
بعد وفاة والدها بعد صعوباته المالية وخسارة قاعة وينكوبانك، سمحت لها أرملة روسون الأولى بالعودة وسداد ديون والدها. استأنفت هي ووالدتها الإقامة في قاعة وينكوبانك، وكلاهما يعيش حياة نشطة سياسيًا.
تظهر اللوحة روسون في لوحة تذكارية لأول مؤتمر دولي لمكافحة العبودية في العالم، والذي استقطب مندوبين من أمريكا وفرنسا وهايتي وأستراليا وأيرلندا وجامايكا وبربادوس في عام 1840. باستثناء ماري كلاركسون، تظهر جميع النساء في اللوحة في أقصى اليمين ولا يوجد أي منهن في مقدمة اللوحة. لم يسمح للإناث بالدخول إلى الهيكل الرئيسي للمحفل. تسبب هذا في بعض الصعوبات مع الوفد الأمريكي. وشملت النساء في اللوحة إليزابيث بيز، وأميليا أوبي، والبارونة بايرون، وآن نايت، والسيدة زوجة جون بومونت، وإليزابيث تريدغولد، وماري ابنة توماس كلاركسون، وفي الخلف لوكريشيا موت. بعد المؤتمر، استضافت تشارلز لينوكس ريموند وكذلك ناثانيال بيبودي روجرز.
في عام 1841، رتبت روسون وشقيقتها إميلي ريد لإنشاء مدرسة نهارية في الكنيسة الصغيرة على أرض قاعة وينكوبانك. كانت المدرسة مفتوحة للأطفال المحليين. في عام 1860 أنشأت الأخوات صندوقًا لتوفير الوقف المالي وإدارته. استمرت المدرسة حتى عام 1905.
في عام 1899، افتتح جيش الخلاص قاعة وينكوبانك «كمنزل إنقاذ»، واستمرت كذلك في الموقع حتى عام 1915. بحلول عام 1921، قيل إن قاعة وينكوبانك في حالة خراب. تم هدم القاعة لاحقًا لإفساح المجال لعقار فلاور، وهو تجمع سكني سمي بهذا الاسم لأن جميع الشوارع سميت على أسماء زهور ونباتات.
رُممت الكنيسة حاليًا للاستخدام المجتمعي.

## حياتها الشخصية
تزوجت من ويليام بيكون روسون، وهو مصرفي ومؤسس قوي في نوتنغهام، لكن الزواج لم يدم طويلًا بسبب وفاة ويليام المبكرة في عام 1829. توفيت ابنتهما الوحيدة، إليزابيث، في عام 1862 عن عمر يناهز 33 عامًا.

## المنشورات
في عام 1834، جمعت روسون مجموعة من الكتابات الأصلية ضد العبودية وتأييد إلغائها في المستعمرات البريطانية. جاءت المساهمات من خمسين كاتبًا.

## الإرث
تحتوي مكتبة ليلي بجامعة إنديانا على مجموعة واسعة من رسائل وصور روسون، بما في ذلك مجموعة من ألوانها المائية لإيطاليا. تمتلك جامعة شيفيلد مجموعة من مواد روسون المتعلقة بالشاعر جيمس مونتغمري.